# Catedral de San Agustín (Kalamazoo)
La Catedral de San Agustín  (en inglés: Cathedral of Saint Augustine) Es la catedral de la iglesia católica en Kalamazoo, Michigan, en Estados Unidos y la sede del obispo de la diócesis de Kalamazoo.
Los residentes locales construyeron una iglesia en 1852 como una misión usada por los sacerdotes que viajaban por el país. El obispo de Detroit, Peter Paul Lefevère, estableció la parroquia de San Agustín y nombró a un pastor permanente en una carta fechada el 22 de enero de 1856. Sin embargo, en 1869, la estructura ya no era segura e inadecuada para la creciente congregación. Fue reemplazada por una nueva iglesia en el mismo sitio.
En 1883, el Padre Francis O'Brien se convirtió en pastor y supervisó la construcción de un convento, escuela y rectoría. Invitó a las Hermanas de San José a Kalamazoo y les ayudó a establecer el Hospital Borgess en 1889.
En 1937, la parroquia se convirtió en parte de la recientemente creada Diócesis de Lansing. La construcción de la iglesia actual comenzó en 1950 y el obispo Joseph H. Albers de Lansing la consagró el 4 de diciembre de 1951.
El Papa Pablo VI creó la Diócesis de Kalamazoo el 19 de diciembre de 1970, con partes de la Diócesis de Lansing y de la Diócesis de Grand Rapids. Seleccionó a San Agustín como la catedral y el Rev. Paul Donovan fue instalado como el primer obispo el 15 de junio de 1971.